# Leucanopsis joasa
Leucanopsis joasa là một loài bướm đêm thuộc phân họ Arctiinae, họ Erebidae.